# جوزيف فرانكلين بيدل
جوزيف فرانكلين بيدل هو محامي وصحفي وناشر وسياسي أمريكي، ولد في 14 سبتمبر 1871 في مقاطعة بيدفورد في الولايات المتحدة، وتوفي في 3 ديسمبر 1936 في هنتينغدون في الولايات المتحدة. نشط حزبياً في الحزب الجمهوري. وقد انتخب عضو مجلس النواب الأمريكي ‏.